# 1948년 이탈리아 총선
1948년 이탈리아 총선은 1948년 4월 18일 이탈리아에서 제1대 이탈리아 공화국 의회를 선출하기 위해 실시된 총선이다.
1948년 2월 소련의 지원으로 체코슬로바키아 쿠데타가 발발하자 미국은 소련이 중앙유럽에 영향력을 확대하려는 움직임에 경계심을 갖게 되었고, 이탈리아 공산당과 사회당으로 구성된 좌파 선거연합인 인민민주전선 (FDP)가 총선에서 승리할 경우 이탈리아도 소련의 영향권에 놓일 것을 우려하였다. 선거운동 마지막 달에는 미국의 타임지에서 FDP의 승리가 이탈리아를 파멸 직전으로 몰아넣을 것이라는 전망까지 제기하였다.
이에 미국 정부는 기독교민주당 (DC)가 주도하는 중도연합에 막대한 자금을 지원하고, 이탈리아 내 반공 선전을 벌이는 등 선거 개입을 실시하였다. 미국 중앙정보국 (CIA)은 소련이 FDP 연합에 자금지원을 해 주었기에 대응했을 뿐이라는 입장을 밝혔다.
이러한 배경 속에서 기독민주당 연합은 압도적인 의석수차로 선거에서 승리하였으며 인민민주전선은 집권에 실패하였다. 앞서 1947년 5월 위기로 좌파 세력은 연립정부에서 축출된 상황이었던 것을 이번 총선으로 확고히 하게 되었다.

## 배경

### 선거 제도
2년 전인 1946년 제헌의회 선거를 위해 채택된 순수 정당명부식 비례대표제는 이번 총선에서도 대의회 (하원) 선거에서 채택되었다. 이탈리아의 각 주를 31개 선거구로 나누었으며, 각각의 선거구에서 정당별 후보명단에 따라 당선자를 배출하였다. 선거구 단위에서는 개방명부식 비례대표제 (정당 뿐만 아니라 특정 후보에도 투표)로서 임페리알리 쿼터제가 적용된 최대잉여법을 따라 의석이 배분되었다. 남은 득표수와 의석은 전국 단위로 다시 계산하여어, 각당 대표를 비롯한 전국단위 폐쇄명부제를 실시하여 헤어 쿼터제를 적용하여 잔여의석을 배분하였다.
상원 선거의 경우, 237개의 단일 의석 선거구를 두었다. 각 후보자는 3분의 2에 해당되는 득표율을 달성하면 당선이 확정되었지만, 이런 기준을 충족한 상원의원 당선자는 15명에 불과했다. 당선자가 나지 않은 선거구의 경우 하원선거처럼 정당명부식 비례대표제와 지역별 선거구를 실시하고, 계산법은 돈트 방식을 적용하였다. 이로써 후보명부 내 최고 득표율을 얻은 후보가 당선되었다.
이 때 확립된 선거 제도는 이탈리아 선거제도의 표준이 되었으며 1993년 총선까지 사용되었다.

### 참여 정당
| 정당 | 정당                    | 이념               | 지도자                         |
| ---- | ----------------------- | ------------------ | ------------------------------ |
|      | 기독민주당 (DC)         | 기독교 민주주의    | 알치데 데 가스페리             |
|      | 인민민주전선 (FDP)      | 사회주의, 공산주의 | 팔미로 톨리아티, 피에트로 넨니 |
|      | 사회주의 통합당 (US)    | 사회민주주의       | 주세페 사라가트                |
|      | 국민 블록 (BN)          | 보수 자유주의      | 로베르토 루치페로              |
|      | 군주주의 국민당 (PNM)   | 군주주의           | 알프레도 코벨리                |
|      | 이탈리아 공화당 (PRI)   | 공화주의, 개혁주의 | 란돌포 파차르디                |
|      | 이탈리아 사회운동 (MSI) | 신파시즘           | 조르조 알미란테                |

## 선거 운동
1948년 총선은 이탈리아의 민주주의 시대 이래 언어폭력과 광신주의 면에서 비견할 데가 없었던 선거로 평가받는다. 역사학자 잔니 코르비(Gianni Corbi)는 1948년 총선이 "이탈리아 역사상 가장 열정적이고, 가장 중요하며, 가장 길고, 가장 더러우며, 가장 불확실한 선거 운동"이었다고 평가하고 있다. 이번 총선이 치열했던 것은 이탈리아 사회의 미래를 향한 두가지 상반된 비전이 충돌했기 때문이다. 우익 진영에는 가스페리 총리의 집권여당, 기독민주당으로 대표되는 로마가톨릭계, 보수세력, 자본주의로서의 이탈리아가 있었다. 좌익 진영에는 소련과 연관되어 있고 이탈리아 공산당 주도의 인민민주전선이 이끄는 세속주의, 혁명주의, 사회주의로서의 이탈리아가 있었다.
기독민주당의 선거 운동은 최근 체코슬로바키아에서 발생한 공산주의 쿠데타를 지적했다. 기독민주당은 공산주의 국가에서는 "자녀가 부모를 감옥에 보낸다", "자녀는 국가의 소유"가 되었다는 경고를 날리며, 공산주의자가 집권하면 이탈리아에 재앙이 닥칠 것이라고 유권자들에게 호소했다. 이와 함께 "투표소의 비밀 속에서 하느님은 당신을 보시지만, 스탈린은 보지 못한다"라는 선거구호도 내세웠다.
인민민주전선은 소련의 거부권 행사로 좌절된 유엔 가입이나 유고슬라비아의 트리에스테 점령, 미국의 재정지원 및 식량원조 상실을 비롯한 외교정책의 곤란한 악재들을 피하고 국민 생활 수준에 초점을 맞추었다. 이탈리아 공산당은 의석수와 영향력 면에서 하락세에 접어든 이탈리아 사회당을 실질적으로 소외시키며 인민민주전선을 주도해 나갔다. 당시 사회당은 주세페 사라가트가 이끄는 사회민주주의 계열이 탈당하고 사회주의통일당을 창당하면서 사회주의 성향 유권자들의 이탈로 타격을 입고 있었다.
한편으로 이탈리아 공산당은 전쟁 직후 보복 폭력 행위에 가담했던 강경 당원들을 제지하느라 어려움을 겪었다. 이러한 보복 행위가 이루어진 지역은 이를테면 에밀리아 지방의 '붉은 삼각지대'나 리구리아 지방의 제노바와 사보나 일대 지역처럼, 제2차 세계 대전 당시 연합군의 이탈리아 상륙 이래 무솔리니 정권 하의 파시스트 세력이 잔혹행위를 저지르고, 이탈리아 레지스탕스의 활동이 잦았던 지역이기도 하였다.

### 미국의 선거 개입
1948년 이탈리아 총선은 소련과 미국 사이에서 한창 부상하던 냉전의 영향을 크게 받았다. 총선 후 1948년 4월 22일 이탈리아 공산당(PCI) 대표 팔미로 톨리아티는 "선거는 자유롭지 않았다... 민주전선에 투표하면 ERP의 원조를 보류하여 나라를 굶겨 죽이겠다고 위협하는 외세의 잔혹한 개입이 이루어졌기 때문이다... 공산주의에 찬성하는 도시나 지역에 원자폭탄을 날리겠다는 위협도 있었다"고 비판했다.
미국 정부의 해외 선거 개입이 가능했던 것은 약 6개월 전 국가안보법이 미국 대통령 해리 S. 트루먼에 의해 서명되어 발효되었기 때문이었다. 미국 정부에서 운영하는 보이스 오브 아메리카 라디오는 1948년 3월 24일부터 이탈리아에 반공 선전을 방송하기 시작했다. 미국 중앙정보부 (CIA)도 자체적으로 '중도 성향'이라 평가한 정당에 100만 달러 (2024년 기준 1,300만 달러 상당)의 예산을 지원하였음을 시인하였다. 또한 공산당 지도부의 신뢰를 떨어뜨리기 위해 위조된 편지를 배포했다는 비난도 제기되었다.
이와 더불어 미국 정부의 각 기관들은 1,000만 통의 편지를 보내고 여러 차례의 단파 라디오 방송을 했으며, 서적과 언론 출판에 자금을 지원하면서 이탈리아 국민들에게 공산주의 세력이 총선에서 승리하면 어떻게 되는가를 경고하려는 목적이었다. 결과적으로 미국 정부가 반공 목적으로 이탈리아에 투입한 예산은 1,000만~2,000만 달러 (2024년 기준 약 1억 3,000만 달러~2억 6,000만 달러)에 달했다. CIA는 선거개입을 목적으로 여러 자금원을 비공식적으로 동원하였는데, 마셜 플랜과 연계하여 경제협력관리국 (ECA)로부터 수백만 달러를, 압수된 나치 비자금 중 1,000만 달러 이상을 반공선전에 투입하였다.
CIA 요원 F. 마크 와이어트는 "우리에게는 돈가방들이 있었으며 선정한 정치인들에게 정치 자금, 선거 운동 자금, 포스터, 공보물 비용을 충당하도록 전달하였다"고 주장하였다. 와이어트는 또한 선거를 앞두고 이탈리아 공산당이 소련으로부터 매달 최대 1,000만 달러에 달하는 과도한 자금을 받았으며 이탈리아 당국이 소련의 활동을 알고 있었다고 주장했다. 그러나 이에 대해서 이탈리아 공산당은 즉각 반박에 나섰으며 오히려 인민민주전선의 선거운동에 소련의 지원이 부족한 실정이었다고 좌절감을 표했다.
이탈리아 역사가 알레산드로 브로지도 CIA의 주장은 "과장된" 것이라고 일축하며, 소련은 이탈리아에서의 무대응이 동유럽에 대한 미국의 개입의 선례를 만들 것을 우려했던 관계로 "막판의 일시적인 외교, 재정적 조치"만을 취했다고 평가하고 있다. 전후 이탈리아 공산당 지도부였던 피에트로 세키아와 소련의 이오시프 스탈린이 우호적인 만남을 이어왔음에도 불구하고, 소련은 이탈리아에 대한 재정 지원에 우려하는 입장이었으며 이탈리아 공산당에 "가끔, 그것도 소액의 자금"을 지원했던 것으로 알려져 있다.
한편 아일랜드 정부도 이탈리아의 독실한 가톨릭 신앙에 동기 부여를 받아, 지금 가치로 200만 유로에 해당하는 예산을 아일랜드 대사관을 통해 바티칸으로 전달하여 가톨릭 정치인들에게 배포하는 방식으로 선거에 개입했다. 바티칸 주재 아일랜드 대사였던 조지프 월시는 가톨릭 행동에 비밀리에 자금을 지원해야 한다는 개인적인 제안을 내놓기도 했다.

## 결과

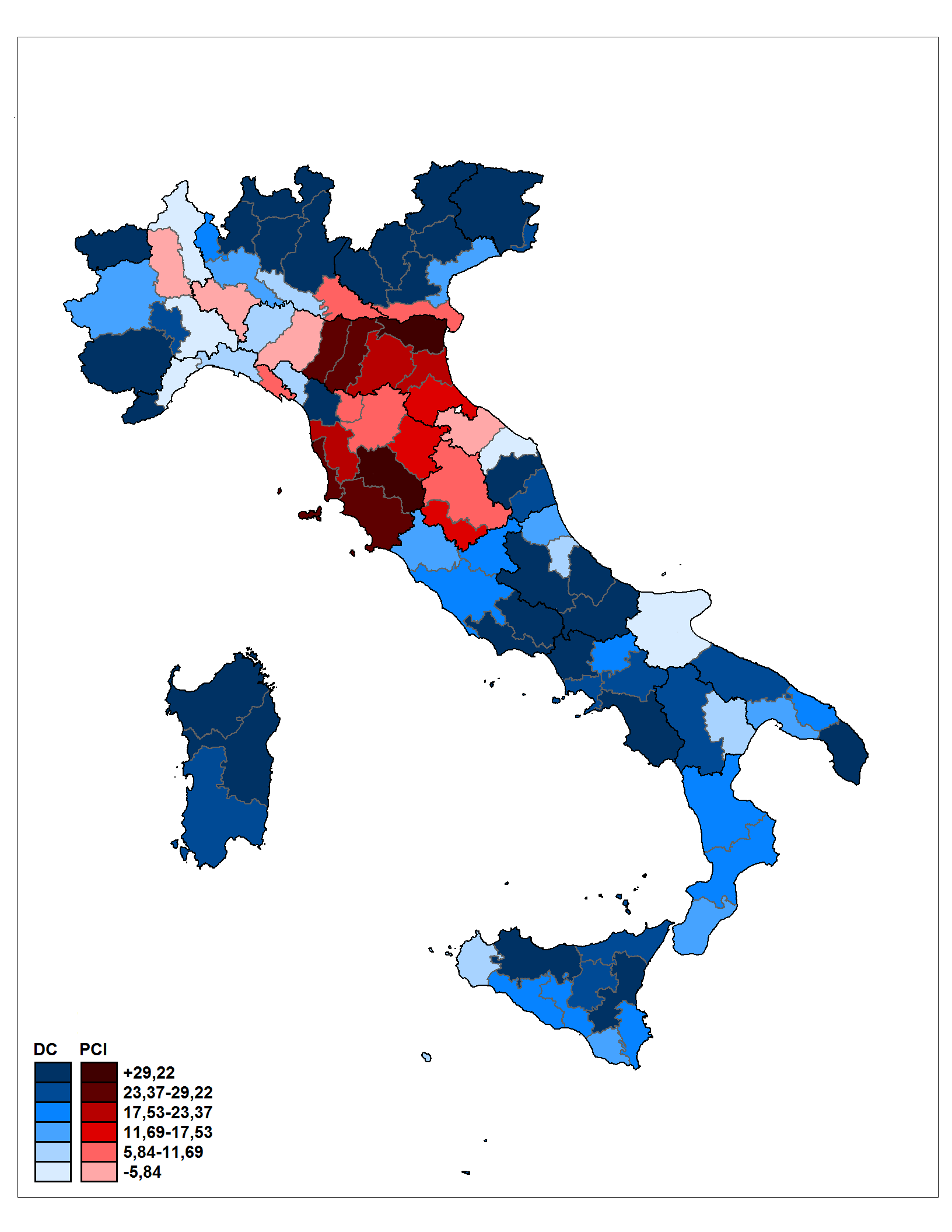
전국 기독민주당과 인민민주전선 간 득표력 차이

기독교민주당은 압도적인 승리를 거두어 대의회 (하원)에서 득표율 48.5%에 의석수 305석을, 상원에서 131석을 차지했다. 인민민주전선은 득표율 31%로 하원 의석수는 183석에 그쳤다. 기독교민주당은 양원에서 절대 과반수를 차지하였기 때문에 단독정부를 수립할수도 있었으나, 기독민주당 대표이자 총리였던 알치데 데 가스페리는 자유주의, 공화주의, 사민주의 진영 정당과 함께 '중도' 연합을 수립하였다. 데 가스페리는 의회 임기 동안 세 차례의 내각을 구성했는데, 제2차 내각은 1950년 정책의 우익화를 주장하던 자유주의 세력의 이탈로, 제3차 내각은 1951년 좌익화를 주장했던 사민주의 세력의 이탈로 수립되었다.
새로 제정된 이탈리아 공화국 헌법 조항에 따라, 1924년 총선에서 당선되었으나 1926년 국가 파시스트당에 의해 퇴출되었던 모든 하원의원들은 궐위가 이루어지지 않은 이상 자동으로 제1대 공화국 상원의원으로 추대되었다.
CIA의 이탈리아 정계 개입은 이후 최소 24년간 치러진 모든 선거에서 반복되었다. 실제로 냉전이 종식되고 나서인 1996년 총선까지 어떠한 좌파연합도 선거에서 승리하지 못했다. 이는 부분적으로는 이탈리아 국민들의 전통적인 보수 성향 때문도 있지만, 지중해의 중앙부를 차지하는 전략적 위치에 따른 미국의 NATO군 주둔과 서유럽의 얄타 합의 현상 유지를 결정하면서 이탈리아를 면밀히 감시했던 냉전 시대의 배경이 더욱 중요하게 작용하였다.

### 대의회
|  | 47.44% |

|  | 30.3% |

|  | 6.92% |

|  | 3.74% |

|  | 2.71% |

|  | 2.43% |

|  | 1.96% |

|  | 0.46% |

|  | 0.36% |

|  | 0.27% |

|  | 0.23% |

|  | 0.21% |

|  | 0.2% |

|  | 0.13% |

|  | 0.08% |

|  | 0.05% |

|  | 0.04% |

|  | 0.04% |

|  | 0.03% |

|  | 0.03% |

|  | 0.02% |

|  | 0.02% |

|  | 0.01% |

|  | 0.01% |

|  | 0.01% |

|  | 0.01% |

|  | 0.01% |

|  | 0.01% |

|  | 0.01% |

|  | 0.01% |

|  | 0.01% |

|  | 0% |

|  | 0% |

|  | 0% |

|  | 0% |

|  | 0.04% |

| \| 득표율 \| 득표율 \| 득표율 \| 득표율 \| 득표율 \| \| ------ \| ------ \| ------ \| ------ \| ------ \| \| \| \| \| \| \| \| DC \| DC \| \| 48.51% \| 48.51% \| \| FDP \| FDP \| \| 30.98% \| 30.98% \| \| US \| US \| \| 7.07% \| 7.07% \| \| BN \| BN \| \| 3.82% \| 3.82% \| \| PNM \| PNM \| \| 2.78% \| 2.78% \| \| PRI \| PRI \| \| 2.48% \| 2.48% \| \| MSI \| MSI \| \| 2.01% \| 2.01% \| \| 기타 \| 기타 \| \| 2.35% \| 2.35% \| |      |  |        |        |
| 득표율 |      |  |        |        |
| |      |  |        |        |
| DC | DC   |  | 48.51% | 48.51% |
| FDP | FDP  |  | 30.98% | 30.98% |
| US | US   |  | 7.07%  | 7.07%  |
| BN | BN   |  | 3.82%  | 3.82%  |
| PNM | PNM  |  | 2.78%  | 2.78%  |
| PRI | PRI  |  | 2.48%  | 2.48%  |
| MSI | MSI  |  | 2.01%  | 2.01%  |
| 기타 | 기타 |  | 2.35%  | 2.35%  |

| \| 의석수 \| 의석수 \| 의석수 \| 의석수 \| 의석수 \| \| ------ \| ------ \| ------ \| ------ \| ------ \| \| \| \| \| \| \| \| DC \| DC \| \| 53.14% \| 53.14% \| \| FDP \| FDP \| \| 31.88% \| 31.88% \| \| US \| US \| \| 5.75% \| 5.75% \| \| BN \| BN \| \| 3.31% \| 3.31% \| \| PNM \| PNM \| \| 2.44% \| 2.44% \| \| PRI \| PRI \| \| 1.57% \| 1.57% \| \| MSI \| MSI \| \| 1.05% \| 1.05% \| \| 기타 \| 기타 \| \| 0.87% \| 0.87% \| |      |  |        |        |
| 의석수 |      |  |        |        |
| |      |  |        |        |
| DC | DC   |  | 53.14% | 53.14% |
| FDP | FDP  |  | 31.88% | 31.88% |
| US | US   |  | 5.75%  | 5.75%  |
| BN | BN   |  | 3.31%  | 3.31%  |
| PNM | PNM  |  | 2.44%  | 2.44%  |
| PRI | PRI  |  | 1.57%  | 1.57%  |
| MSI | MSI  |  | 1.05%  | 1.05%  |
| 기타 | 기타 |  | 0.87%  | 0.87%  |

#### 선거구별 결과
| 선거구       | 총 의석 | 획득 의석  | 획득 의석 | 획득 의석 | 획득 의석 | 획득 의석 | 획득 의석 | 획득 의석 | 획득 의석 |  |  |
| 선거구       | 총 의석 | 기독민주당 | FDP       | US        | BN        | PNM       | PRI       | MSI       | 기타      |  |  |
| ------------ | ------- | ---------- | --------- | --------- | --------- | --------- | --------- | --------- | --------- |  |  |
| 선거구       | 총 의석 | 토리노     | 26        | 13        | 10        | 3         |           |           |           |  |  |
| 쿠네오       | 16      | 9          | 4         | 2         |           |           |           |           | 1         |  |  |
| 제노바       | 19      | 9          | 8         | 2         |           |           |           |           |           |  |  |
| 밀라노       | 36      | 18         | 14        | 4         |           |           |           |           |           |  |  |
| 코모         | 14      | 9          | 4         | 1         |           |           |           |           |           |  |  |
| 브레시아     | 19      | 14         | 4         | 1         |           |           |           |           |           |  |  |
| 만토바       | 10      | 5          | 5         |           |           |           |           |           |           |  |  |
| 트렌티노     | 9       | 5          | 1         |           |           |           |           |           | 3         |  |  |
| 베로나       | 28      | 19         | 7         | 2         |           |           |           |           |           |  |  |
| 베네치아     | 16      | 10         | 4         | 2         |           |           |           |           |           |  |  |
| 우디네       | 14      | 9          | 3         | 2         |           |           |           |           |           |  |  |
| 볼로냐       | 24      | 7          | 13        | 2         |           |           | 2         |           |           |  |  |
| 파르마       | 19      | 7          | 10        | 2         |           |           |           |           |           |  |  |
| 피렌체       | 13      | 6          | 7         |           |           |           |           |           |           |  |  |
| 피사         | 15      | 7          | 7         |           |           |           | 1         |           |           |  |  |
| 시에나       | 9       | 3          | 6         |           |           |           |           |           |           |  |  |
| 안코나       | 17      | 9          | 6         | 1         |           |           | 1         |           |           |  |  |
| 페루자       | 11      | 5          | 6         |           |           |           |           |           |           |  |  |
| 로마         | 35      | 20         | 10        | 1         | 1         |           | 2         | 1         |           |  |  |
| 라퀼라       | 16      | 10         | 5         | 1         |           |           |           |           |           |  |  |
| 캄포바소     | 4       | 3          |           |           | 1         |           |           |           |           |  |  |
| 나폴리       | 31      | 17         | 7         | 1         | 1         | 4         |           | 1         |           |  |  |
| 베네벤토     | 18      | 11         | 3         |           | 2         | 2         |           |           |           |  |  |
| 바리         | 22      | 12         | 7         |           | 2         | 1         |           |           |           |  |  |
| 레체         | 16      | 9          | 4         |           | 2         | 1         |           |           |           |  |  |
| 포텐차       | 6       | 4          | 2         |           |           |           |           |           |           |  |  |
| 카탄차로     | 24      | 13         | 8         |           | 2         |           |           | 1         |           |  |  |
| 카타니아     | 26      | 15         | 5         | 2         | 2         | 2         |           |           |           |  |  |
| 팔레르모     | 25      | 13         | 6         |           | 2         | 2         | 1         | 1         |           |  |  |
| 칼리아리     | 13      | 9          | 3         |           | 1         |           |           |           | 1         |  |  |
| 발레다오스타 | 1       | 1          |           |           |           |           |           |           |           |  |  |
| 전국         | 21      | 4          | 4         | 4         | 3         | 2         | 2         | 2         |           |  |  |
| 합계         | 574     | 305        | 183       | 33        | 19        | 14        | 9         | 6         | 5         |  |  |

### 공화국 상원
|  | 45.71% |

|  | 29.23% |

|  | 5.13% |

|  | 3.96% |

|  | 2.55% |

|  | 2.49% |

|  | 1.65% |

|  | 0.69% |

|  | 0.4% |

|  | 0.28% |

|  | 0.28% |

|  | 0.18% |

|  | 0.11% |

|  | 0.06% |

|  | 0.01% |

|  | 0.01% |

|  | 0.01% |

|  | 2.28% |

| \| 득표율 \| 득표율 \| 득표율 \| 득표율 \| 득표율 \| \| ------ \| ------ \| ------ \| ------ \| ------ \| \| \| \| \| \| \| \| DC \| DC \| \| 48.11% \| 48.11% \| \| FDP \| FDP \| \| 30.76% \| 30.76% \| \| BN \| BN \| \| 5.40% \| 5.40% \| \| US \| US \| \| 4.16% \| 4.16% \| \| US–PRI \| US–PRI \| \| 2.68% \| 2.68% \| \| PRI \| PRI \| \| 2.62% \| 2.62% \| \| PNM \| PNM \| \| 1.74% \| 1.74% \| \| 기타 \| 기타 \| \| 4.53% \| 4.53% \| |        |  |        |        |
| 득표율 |        |  |        |        |
| |        |  |        |        |
| DC | DC     |  | 48.11% | 48.11% |
| FDP | FDP    |  | 30.76% | 30.76% |
| BN | BN     |  | 5.40%  | 5.40%  |
| US | US     |  | 4.16%  | 4.16%  |
| US–PRI | US–PRI |  | 2.68%  | 2.68%  |
| PRI | PRI    |  | 2.62%  | 2.62%  |
| PNM | PNM    |  | 1.74%  | 1.74%  |
| 기타 | 기타   |  | 4.53%  | 4.53%  |

| \| 의석수 \| 의석수 \| 의석수 \| 의석수 \| 의석수 \| \| ------ \| ------ \| ------ \| ------ \| ------ \| \| \| \| \| \| \| \| DC \| DC \| \| 55.27% \| 55.27% \| \| FDP \| FDP \| \| 30.38% \| 30.38% \| \| US \| US \| \| 3.38% \| 3.38% \| \| BN \| BN \| \| 2.85% \| 2.85% \| \| US–PRI \| US–PRI \| \| 1.69% \| 1.69% \| \| PRI \| PRI \| \| 1.69% \| 1.69% \| \| PNM \| PNM \| \| 1.27% \| 1.27% \| \| 기타 \| 기타 \| \| 3.38% \| 3.38% \| |        |  |        |        |
| 의석수 |        |  |        |        |
| |        |  |        |        |
| DC | DC     |  | 55.27% | 55.27% |
| FDP | FDP    |  | 30.38% | 30.38% |
| US | US     |  | 3.38%  | 3.38%  |
| BN | BN     |  | 2.85%  | 2.85%  |
| US–PRI | US–PRI |  | 1.69%  | 1.69%  |
| PRI | PRI    |  | 1.69%  | 1.69%  |
| PNM | PNM    |  | 1.27%  | 1.27%  |
| 기타 | 기타   |  | 3.38%  | 3.38%  |

#### 선거구별 결과
| 선거구                 | 총 의석 | 획득 의석 | 획득 의석 | 획득 의석 | 획득 의석 | 획득 의석 | 획득 의석 | 획득 의석 | 획득 의석 | 획득 의석 |  |   |
| 선거구                 | 총 의석 | DC        | FDP       | US        | BN        | US–PRI    | PRI       | PNM       | 기타      | 무소속    |  |   |
| ---------------------- | ------- | --------- | --------- | --------- | --------- | --------- | --------- | --------- | --------- | --------- |  | - |
| 선거구                 | 총 의석 | 피에몬테  | 17        | 8         | 6         | 2         |           |           |           |           |  | 1 |
| 발레다오스타           | 1       | 1         |           |           |           |           |           |           |           |           |  |   |
| 롬바르디아             | 31      | 18        | 10        |           |           | 3         |           |           |           |           |  |   |
| 트렌티노알토아디제     | 6       | 4         |           |           |           |           |           |           | 2         |           |  |   |
| 베네토                 | 19      | 14        | 4         | 1         |           |           |           |           |           |           |  |   |
| 프리울리베네치아줄리아 | 6       | 4         | 1         |           |           | 1         |           |           |           |           |  |   |
| 리구리아               | 8       | 4         | 3         | 1         |           |           |           |           |           |           |  |   |
| 에밀리아로마냐         | 17      | 6         | 9         | 1         |           |           | 1         |           |           |           |  |   |
| 토스카나               | 15      | 7         | 7         | 1         |           |           |           |           |           |           |  |   |
| 움브리아               | 6       | 3         | 3         |           |           |           |           |           |           |           |  |   |
| 마르케                 | 7       | 4         | 2         |           |           |           | 1         |           |           |           |  |   |
| 라치오                 | 16      | 10        | 5         |           |           |           | 1         |           |           |           |  |   |
| 아브루초               | 6       | 4         | 2         |           |           |           |           |           |           |           |  |   |
| 몰리세                 | 2       | 2         |           |           |           |           |           |           |           |           |  |   |
| 캄파니아               | 21      | 11        | 4         |           | 2         |           |           | 1         | 1         | 2         |  |   |
| 풀리아                 | 15      | 8         | 5         |           | 1         |           |           |           |           | 1         |  |   |
| 바실리카타             | 6       | 3         | 2         | 1         |           |           |           |           |           |           |  |   |
| 칼라브리아             | 10      | 5         | 3         |           | 2         |           |           |           |           |           |  |   |
| 시칠리아               | 22      | 12        | 5         | 1         | 1         |           | 1         | 2         |           |           |  |   |
| 사르데냐               | 6       | 3         | 1         |           | 1         |           |           |           | 1         |           |  |   |
| 합계                   | 237     | 131       | 72        | 8         | 7         | 4         | 4         | 3         | 4         | 4         |  |   |

## 관련 문헌
- Blum, William (2000). 《Killing Hope》. Common Courage Press. ISBN 978-1-56751-053-9. Chapter 2 Italy 1947–1948: Free elections: Hollywood style
- Brogi, Alessandro (2011). Confronting America: The Cold War Between the United States and the Communists in France and Italy[깨진 링크], Chapel Hill: University of North Carolina Press, ISBN 978-0-8078-3473-2
- Callanan, James (2010). Covert Action in the Cold War: US Policy, Intelligence and CIA Operations, London/New York: I.B. Tauris, ISBN 978-1-84511-882-2
- Del Pero, Mario. "The United States and 'psychological warfare' in Italy, 1948–1955". Journal of American History 87.4 (2001): 1304–1334.
- Luconi, Stefano. "Anticommunism, Americanization, and ethnic identity: Italian Americans and the 1948 parliamentary elections in Italy." Historian 62.2 (1999): 285–302. online
- Lundestad, Geir. "Empire by Invitation? The United States and Western Europe, 1945–1952." Journal of peace research 23.3 (1986): 263–277.
- Miller, James E. "Taking off the gloves: The United States and the Italian elections of 1948." Diplomatic History 7.1 (1983): 35–56. Online
- Mistry, Kaeten. "The case for political warfare: Strategy, organization and US involvement in the 1948 Italian election." Cold War History 6.3 (2006): 301–329.
- Mistry, Kaeten. The United States, Italy and the origins of cold War: Waging political warfare, 1945–1950 (Cambridge UP, 2014).
- Pedaliu, Effie G. H. "The 18 April 1948 Italian election: seventy years on." LSE European Politics and Policy (EUROPP) Blog (2018) online.
- Pedaliu, Effie G. H. "The 'British Way to Socialism': British Intervention in the Italian Election of April 1948 and its Aftermath." in Pedaliu, Britain, Italy and the Origins of the Cold War (Palgrave Macmillan, London, 2003) pp. 58–95.
- Pons, Silvio. "Stalin, Togliatti, and the origins of the cold war in Europe." Journal of Cold War Studies 3.2 (2001): 3–27. online[깨진 링크]
- Ventresca, Robert A. From Fascism to Democracy: Culture and Politics in the Italian Election of 1948, (Toronto: University of Toronto Press, 2004). ISBN 0-8020-8768-X